# Colt Double Eagle
Colt Double Eagle самозарядний пістолет подвійної/одинарної дії, виробництва Colt's Manufacturing Company з 1989 по 1997 роки. Це був перший самозарядний пістолет подвійної дії компанії і випускався в повнорозмірній та компактній версії. Він мав важіль безпечного спуску курка і заряджався набоями різних калібрів. Лінійка моделей була відома під назвою Серія 90.
Конструкція Double Eagle була заснована на пістолеті Colt M1911.  Магазини однорядні та ідентичні магазинам тим, які поставлялися з пістолетами M1911. Більшість моделей Double Eagle мали лише неіржавну обробку, проте модель "Lightweight" Officer мала раму зі сплаву та воронений затвор.
Рон Сміт з компанії Smith Enterprise, Inc. був головним конструктором ударно-спускового механізму подвійної дії.
В затворі використали запобіжник ударника від серії 80, але на відміну від пістолетів серії 80, модель Double Eagle Officer заряджалася набоями .45 ACP і мала 8-зарядний магазин.

## Варіанти
Double Eagle заряджався набоями різних калібрів; серед більш загальних були .45 ACP та 10mm Auto. Іноді можна зустріти копії під набої .40 S&W, 9×19mm Parabellum та .38 Super. Подібно до M1911, Кольт пропонував, як повнорозмірну версію, так і компактні версії Commander та Officer. Повнорозмірна версія випускалася під набої .45 ACP та 10mm Auto, а також деякий час в 1992 році під набої 9 мм та .38 Super. Пістолет Commander випускали під набій .45 ACP, а також рідкісні версії 1992 року під набій .40 S&W. Модель Officer випускали під набій .45 ACP, а також рідкісні версії 1992 року під набій .40 S&W. В кінцевому підсумку Кольт переробив спусковий механізм і додав пластину через те, що у деяких стрільців виникли проблеми з защемленням шкіри верхньою частиною спускового гачка, а також через те, що деякі пружини утримувалися тільки на панелі рукоятки. Результатом такої доробки стала версія Double Eagle Mark II.